# To, co máme společné
To, co máme společné (v originále Common Ground) je americký hraný film z roku 2000, který režírovala Donna Deitch. Film zachycuje ve třech příbězích proměnu názorů na LGBT komunitu na americkém maloměstě očima jednoho zdejšího obyvatele.

## Děj
A Friend of Dorothy's (Přítel Dorothy)
V roce 1954 v městečku Homer v Connecticutu malý Johnny Burroughs, jehož otec padl v korejské válce, sleduje osudy dívky Dorothy. Ta se vrací ke své matce ze služby v námořnictvu. Krátce poté obyvatelé zjistí, že byla propuštěna kvůli své homosexualitě. Snaží se najít si práci, ale protože byla propuštěna bez cti a za závažný morální prohřešek, nedostane práci ve škole. Matka se jí zřekne a musí se přestěhovat. Rodinný přítel Menos ji sice zaměstná ve svém obchodě, ale zákazníci začnou obchod bojkotovat. Všichni sousedé v městečku se jí straní. Zastání najde pouze u Janet, která provozuje místní restauraci. Ta jí poradí, ať odjede pryč a začne jinde nový život.
Mr. Roberts (Pan Roberts)
V roce 1974 je z Johnnyho Burroughse válečný veterán z Vietnamu a jednoho dne se zastane studenta Tobbyho, kterého šikanují spolužáci, protože je gay. Tobby se svěří svému učiteli francouzštiny Gilovi. Gil je také gay, ale tají to, protože má šanci stát se ředitelem školy. Tobby je v plaveckém oddílu, který se připravuje na studentský šampionát. Při něm Tobby záměrně zkazí zápas a jeho spolužáci ho fyzicky napadnou. To Gila donutí k tomu, aby svou sexuální orientaci oznámil ve škole. Tím pádem přijde o možnost stát se ředitelem a ohrozí i své místo učitele na škole. Tobby odjíždí studovat na Harvard. Gil s přítelem Gusem zůstávají ve městě.
Andy & Amos
V roce 2000 veteránova dcera Nancy připravuje svatbu pro své kamarády Andyho a Amose. Proti je spolek válečných veteránů. Andyho otec ale neví, jestli se přidat k protestu svých kamarádů veteránů nebo podpořit svého syna. Ale ani Andy vlastně svatbu moc nechce. Navíc jejich lesbické kamarádky po nich chtějí darovat sperma. Andy a otec ve skrytu před ostatními vedou dialog, jestli má svatba vůbec smysl. Svatbu nakonec podpoří i část obyvatel, městská rada, ba i místní pastor.

## Obsazení
| Erik Knudsen           | mladý Johnny Burroughs |
| Brittany Murphyová     | Dorothy Nelsonová      |
| Jason Priestley        | Billy                  |
| Margot Kidderová       | paní Nelsonová         |
| Helen Shaver           | Janet                  |
| Eric Stoltz            | Johnny Burroughs       |
| Jonathan Taylor Thomas | Tobias "Toby" Anderson |
| Steven Weber           | Gil Roberts            |
| Scott McCord           | Gus                    |
| James LeGros           | Amos                   |
| Andrew Airlie          | Andy                   |
| Ed Asner               | Ira                    |
| Jennifer Foster        | Nancy                  |
| Harvey Fierstein       | Don                    |
| Beau Bridges           | otec Leon              |